# The Hopes of Blind Alley
The Hopes of Blind Alley è un cortometraggio muto del 1914 diretto da Allan Dwan.

## Produzione
Il film fu prodotto dalla 101-Bison (Bison Motion Pictures).

## Distribuzione
Distribuito dall'Universal Film Manufacturing Company, il film - un cortometraggio in tre bobine - uscì nelle sale cinematografiche USA il 4 luglio 1914.